# Poster Girl (musikalbum av Zara Larsson)
Poster Girl är ett studioalbum av den svenska sångerskan Zara Larsson. Den släpptes internationellt den 5 mars 2021 av TEN Music Group och Epic Records.  En deluxe-utgåva av albumet med undertexten Summer Edition släpptes den 21 maj 2021 och innehåller ytterligare sex låtar. 

## Låtlista
| Nr           | Titel                            | Producer(s)                    | Längd |
| ------------ | -------------------------------- | ------------------------------ | ----- |
| 1.           | Love Me Land                     | Gill                           | 2:40  |
| 2.           | Talk About Love (med Young Thug) | Sabath                         | 3:19  |
| 3.           | Need Someone                     | Mattman & Robin                | 2:57  |
| 4.           | Right Here                       | Mattman & Robin                | 3:46  |
| 5.           | Wow                              | Marshmello                     | 2:59  |
| 6.           | Poster Girl                      | The Roommates Gill             | 2:57  |
| 7.           | I Need Love                      | Starsmith                      | 3:02  |
| 8.           | Look What You've Done            | Mac                            | 3:01  |
| 9.           | Ruin My Life                     | The Monsters & Strangerz Foote | 3:10  |
| 10.          | Stick with You                   | The Struts                     | 2:59  |
| 11.          | FFF                              | Kirkpatrick                    | 3:32  |
| 12.          | What Happens Here                | Mr. Franks Brown               | 3:19  |
| Total längd: | Total längd:                     | Total längd:                   | 37:41 |

| 1.           | Morning                                                | 2:54  |
| 2.           | Last Summer                                            | 2:55  |
| 3.           | I Need Love (med First Aid Kit)                        | 3:20  |
| 4.           | Ruin My Life                                           | 4:43  |
| 5.           | Never Forget You (med Sveriges Radios symfoniorkester) | 3:49  |
| 6.           | Right Here (Alok remix)                                | 2:35  |
| Total längd: | Total längd:                                           | 57:49 |